# Reinhold von Feilitzen
August Gustaf Reinhold von Feilitzen, född den 6 april 1815 på Haddorp, Slaka socken, Östergötlands län, död den 26 april 1898 i Stockholm, var en svensk sjömilitär. Han var bror till Carl Fredrik Johan och Otto von Feilitzen.

## Biografi
von Feilitzen blev sekundlöjtnant vid flottan 1838, befordrades till konteramiral 1876 och erhöll avsked 1883. Han var disponent för Motala Mekaniska Verkstad 1842–1844, blev tygmästare i Stockholm 1850 och var 1861–1876 ledamot av en rad utredningar av teknisk och organisatorisk art, och ritade även ett flertal gevärs- och kanonkonstruktioner. von Feilitzen var ledamot av Förvaltningen av sjöärendena från 1866, tillförordnad chef från 1871, chef (ordförande) från 1877 och efter ombildningen till Marinförvaltningen 1882 chef där till 1883. Han invaldes som ledamot av Örlogsmannasällskapet i Karlskrona 1850 (hedersledamot 1872) och som ledamot av andra klassen av Krigsvetenskapsakademien 1851 (av första klassen 1876). von Feilitzen blev riddare av Svärdsorden 1855, kommendör av samma orden 1871 och kommendör med stora korset 1879.